# Ifigenia Martínez
Ifigenia Martha Martínez y Hernández (Ciudad de México, 16 de junio de 1925-Ciudad de México, 5 de octubre de 2024), conocida como Ifigenia Martínez, fue una política, economista, catedrática y diplomática mexicana, miembro del partido Morena.
Fue fundadora del Partido de la Revolución Democrática (PRD) junto con Cuauhtémoc Cárdenas y Porfirio Muñoz Ledo. Se desempeñó como diputada federal en cuatro ocasiones: en 1976, 1994, 2009 y en 2024; senadora del Congreso de la Unión en dos periodos: de 1988 a 1991 (LIV legislatura) y de 2018 a 2024 por Lista Nacional, presidenta de la Mesa Directiva de Decanos; y también como integrante de la Asamblea Constituyente de la Ciudad de México de 2016 a 2017. Del 1 de septiembre al 5 de octubre de 2024, fue la presidenta de la Cámara de Diputados y quien entregó la banda presidencial a Claudia Sheinbaum, primera presidenta de México, el 1 de octubre de 2024.

## Biografía
Nació el 16 de junio de 1925 en Ciudad de México.
Estudió la licenciatura en Economía en la Universidad Nacional Autónoma de México (UNAM). Durante esta época, conoció a  Alfredo Navarrete Romero, con quien se casó.
Tras finalizar sus estudios, la pareja se mudó a Boston (Estados Unidos). Martínez obtuvo una maestría y doctorado en Economía en la Universidad Harvard, convirtiéndose en la primera mexicana en obtener el título.

### Trayectoria
En 1950, fue cofundadora de la Comisión Económica para América Latina y el Caribe (CEPAL).
Fue profesora de Finanzas Públicas de la UNAM, y de 1957 a 1962, fue catedrática del Centro de Estudios Monetarios Latinoamericanos (CEMLA). En 1960, fue nombrada investigadora del Instituto de Investigaciones Económicas de la UNAM, y en 1967, fue directora de la Escuela Nacional de Economía de la UNAM. En 1968, fue una de las principales defensoras de la Universidad tras la invasión del ejército en Ciudad Universitaria.

## Carrera política

### Cargos iniciales
Fue asesora del secretario de educación pública, Jaime Torres Bodet, de 1958 a 1959; coordinadora de asesores del secretario de Hacienda y Crédito Público, Antonio Ortiz Mena, de 1961 a 1965 y jefa de la Oficina de la antigua Secretaría de la Presidencia de 1965 a 1970. Martínez fue una de las primeras mujeres en alcanzar posiciones de alta responsabilidad en la administración pública  a temprana edad. Se desempeñó como subsecretaria en la Secretaría de Hacienda SHCP, fue elegida diputada federal de la L Legislatura por el Partido Revolucionario Institucional en donde ocupó la presidencia de la comisión de presupuesto, embajadora de México en Nueva York ante la Organización de las Naciones Unidas, miembro de la comisión consultiva de política exterior en la Secretaría de Relaciones Exteriores.

### Fundación del PRD
Encabezó junto con Cuauhtémoc Cárdenas y Porfirio Muñoz Ledo la Corriente Democrática, renunciando al Partido Revolucionario Institucional para después participar como principal miembro fundador del Partido de la Revolución Democrática, fue la primera senadora de la República electa por el Distrito Federal representando a un partido de oposición en la LIV Legislatura, en la que ocupó la vicepresidencia de la mesa directiva y la vicecoordinación del grupo parlamentario. Fue secretaria de estudios y programa y directora del Instituto de Estudios de la Revolución Democrática del Comité Ejecutivo Nacional del PRD, diputada federal de la LVI Legislatura, secretaria de finanzas del CEN del PRD, asesora económica del primer jefe de gobierno electo por el entonces Distrito Federal, Cuauhtémoc Cárdenas; secretaria general del CEN del PRD, precandidata del PRD para la jefatura de gobierno del DF en 2000, secretaria de asuntos parlamentarios del CEN del PRD, vicepresidenta del órgano central de fiscalización del PRD y coordinadora económica de las campañas presidenciales de Andrés Manuel López Obrador.
Regresó al Congreso de la Unión como diputada federal durante la LXI Legislatura (2009-2012); como presidenta de la Mesa Directiva de Decanos condujo la sesión constitutiva, convirtiéndose en la primera mujer de izquierda en tomar protesta constitucional a los diputados federales entrantes. 
Presidenta del Consejo Consultivo y directiva política de DIA (Diálogo para la Reconstrucción de México; integrada por PRD, PT y Convergencia) anteriormente Frente Amplio Progresista.
Fue una de las principales impulsoras de la reforma política del Distrito Federal y en 2016 fue elegida diputada de la Asamblea Constituyente de la Ciudad de México, de la cual fue vicepresidenta.

### Renuncia al PRD

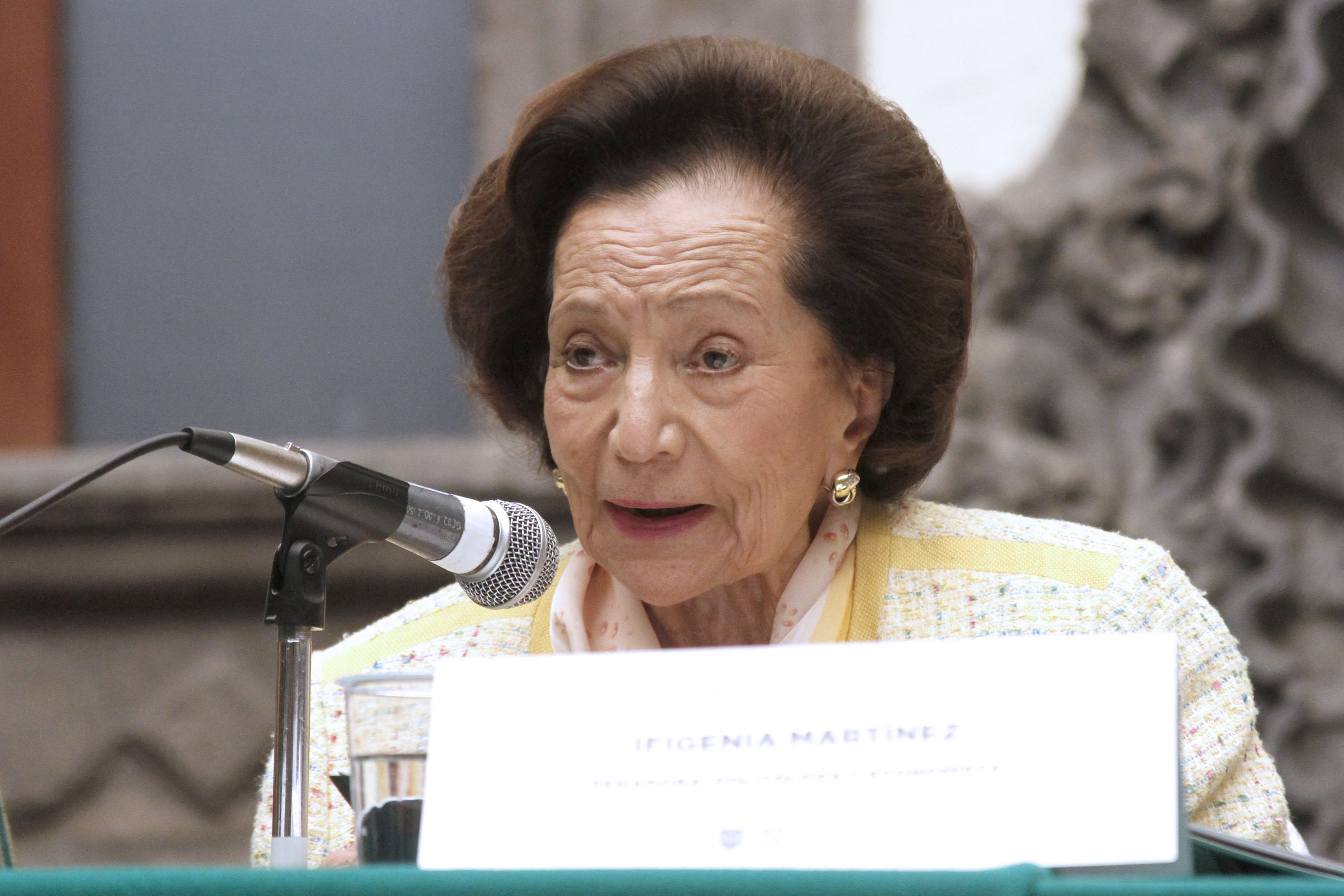
Martínez en 2019.

Al no concretarse la gran coalición de partidos de izquierda de la que fue principal impulsora y confirmarse la alianza PAN-PRD, se distanció del partido que fundó y renunció días antes de la elección presidencial. Su cercanía con Andrés Manuel López Obrador siempre fue evidente, por lo que respaldó por tercera ocasión la candidatura presidencial de éste, además de ser su referente y asesora. El 1 de diciembre de 2018 llegó del brazo junto con el presidente López Obrador a San Lázaro para rendir protesta constitucional como el primer mandatario emanado de un partido de izquierda, Morena. 
Martínez fue parte del consejo general consultivo de UNICEF y fue vicepresidenta de la sociedad de exalumnos de la Facultad de Economía de la UNAM, fundadora y socia activa de Fundación UNAM, fundadora y socia de la Academia Mexicana de Economía Política.
Integrante del grupo Huatusco, conformado por los mejores economistas del país.
Fue editorialista del periódico El Universal y autora de diversas publicaciones en las que se encuentra su obra magistral La Distribución del Ingreso en México la cual la hiciera célebre; conferencista nacional e internacional; recibió varios reconocimientos nacionales e internacionales, obtuvo el premio nacional de economía en 1960 y en 1966 fue galardonada como «La mujer del año».

## Muerte

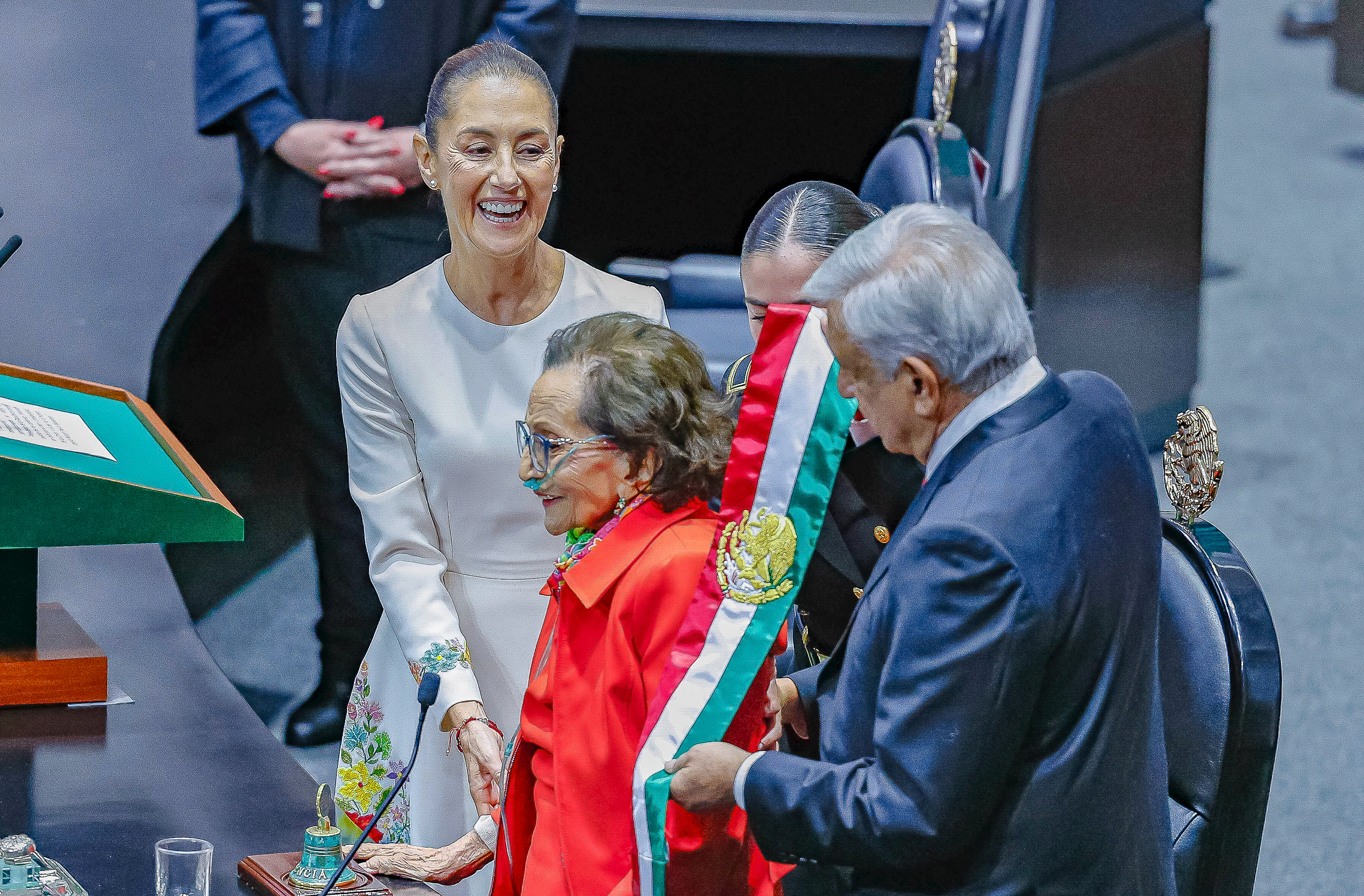
Martínez (al centro) durante la toma de protesta presidencial de Claudia Sheinbaum (izquierda), el 1 de octubre de 2024. A su derecha se encuentra Andrés Manuel López Obrador. Este proceso político se convirtió en su última aparición pública.

El 5 de octubre de 2024, cuatro días después de encabezar la toma de protesta de Claudia Sheinbaum, Martínez falleció a los 99 años de edad. Su funeral se realizó un día después y asistió la presidenta de México.

## Premios y reconocimientos
- Medalla «Benito Juárez» (octubre de 2009), otorgada por la Sociedad de Geografía y Estadística fundada desde 1833.
- En marzo de 2019 fue la primera condecorada con la Medalla «Sor Juana Inés de la Cruz», otorgada por la Cámara de Diputados a mujeres eminentes.
- Medalla Belisario Domínguez entregada el 7 de octubre de 2021 en la Cámara de Senadores.[14]

## Publicaciones
- Deuda externa y soberanía nacional. Ciudad de México: UNAM. 1986. OCLC 18545491.
- Algunos efectos de la crisis en la distribución del ingreso en México. Ciudad de México: UNAM. 1989. ISBN 9683608256. OCLC 1025832545.
- Economía y democracia: una propuesta alternativa. Ciudad de México: Grijalbo. 1995. ISBN 9700505960. OCLC 33249822.
- Globalidad, crisis y reforma monetaria. Ciudad de México: UNAM. 1999. OCLC 1024528987.
- El nuevo poder del Congreso en México. Ciudad de México: Porrúa. 2001. ISBN 9781512923100. OCLC 932337353.
- México: desarrollo y fortalecimiento del sector estratégico de energía eléctrica. Ciudad de México: Porrúa. 2003. ISBN 9781512904406. OCLC 949139246.